# Campionatul European de Cros din 2006
A 13-a ediție a Campionatului European de Cros s-a desfășurat pe 10 decembrie 2006 la San Giorgio su Legnano, Italia. Pentru prima dată au fost introduse curse de tineret (sub 23 de ani) în programul oficial. Au participat 468 de sportivi din 30 de țări.

## Rezultate

### Masculin
| Loc | Sportiv                | Timp  |
| --- | ---------------------- | ----- |
|     | Mo Farah               | 27:56 |
|     | Juan Carlos de la Ossa | 28:06 |
|     | Mustafa Mohamed        | 28:08 |
| 4   | Khalid Zoubaa          | 28:16 |
| 5   | Rui Pedro Silva        | 28:17 |
| 6   | Driss El Himer         | 28:17 |
| 7   | Mustapha Essaïd        | 28:17 |
| 8   | Luís Feiteira          | 28:21 |
| 9   | Christian Belz         | 28:22 |
| 10  | Carles Castillejo      | 28:23 |

| Loc | Țară | Puncte                    |
| --- | --- | ------------------------- |
|     | Franța Khalid Zoubaa Driss El Himer Mustapha Essaïd Driss Maazouzi Mokhtar Benhari Malik Bahloul                        | 29 4 6 7 12 (20) (31)     |
|     | Spania Juan Carlos de la Ossa Carles Castillejo Eliseo Martín José Manuel Martínez Raúl Caballero Antonio David Jiménez | 40 2 10 13 15 (26) (52)   |
|     | Portugalia Rui Pedro Silva Luís Feiteira Ricardo Ribas Licínio Pimentel Paulo Gomes                                     | 54 5 8 16 25 (NT)         |
| 4   | Regatul Unit Mo Farah Chris Thompson Gavin Thompson Michael Skinner Frank Tickner Steve Vernon                          | 79 1 23 27 28 (32) (NT)   |
| 5   | Italia Gabriele de Nard Giovanni Gualdi Umberto Pusterla Ruggero Pertile Luciano Di Pardo Maurizio Leone                | 89 17 19 24 29 (33) (40)  |
| 6   | Ucraina Serghei Lebid Vasîl Matviiciuk Vasîl Remsșciuk Ilia Suharev Iuri Hiciun Dmîtro Boiko                            | 109 11 14 36 48 (50) (59) |

### Feminin
| Loc | Sportivă           | Timp  |
| --- | ------------------ | ----- |
|     | Teteana Holovcenko | 25:17 |
|     | Maria Konovalova   | 25:18 |
|     | Olivera Jevtić     | 25:21 |
| 4   | Anikó Kálovics     | 25:26 |
| 5   | Julie Coulaud      | 25:28 |
| 6   | Hayley Yelling     | 25:28 |
| 7   | Nathalie De Vos    | 25:34 |
| 8   | Joanne Pavey       | 25:38 |
| 9   | Jessica Augusto    | 25:38 |
| 10  | Anália Rosa        | 25:45 |

| Loc | Țară | Puncte                   |
| --- | --- | ------------------------ |
|     | Portugalia Jessica Augusto Anália Rosa Leonor Carneiro Mónica Rosa Ana Dias Cláudia Pereira                  | 47 9 10 11 17 (32) (55)  |
|     | Regatul Unit Hayley Yelling Joanne Pavey Liz Yelling Kate Reed Helen Clitheroe Felicity Milton               | 47 6 8 15 18 (29) (35)   |
|     | Franța Julie Coulaud Samira Chellah Fatiha Klilech-Fauvel Christelle Daunay Maria Martins Christine Bardelle | 69 5 19 20 25 (27) (36)  |
| 4   | Rusia Maria Konovalova Alevtina Ivanova Inga Abitova Marina Ivanova Natalia Pavlovskaia                      | 88 2 16 31 39 (48)       |
| 5   | Spania Rosa María Morató Maria Azucena Diaz Judith Plá Irene Pelayo Sara Valderas Yesenia Centeno            | 94 12 21 23 38 (45) (54) |
| 6   | Italia Silvia Weissteiner Valentina Belotti Silvia Sommaggio Elena Romagnolo Fatna Maraoui Renate Rungger    | 96 13 22 28 33 (37) (41) |

### Tineret masculin
| Loc   | Sportiv                | Timp  |
| ----- | ---------------------- | ----- |
|       | Barnabás Bene          | 23:14 |
|       | Dušan Markešević       | 23:16 |
|       | Daniele Meucci         | 23:16 |
| 4     | Evgheni Rîbakov        | 23:17 |
| 5     | Anatoli Rîbakov        | 23:22 |
| 6     | Stsiapan Rahautsou     | 23:24 |
| 7     | Mario Van Waeyenberghe | 23:25 |
| 8     | Aleksei Aleksandrov    | 23:26 |
| 9     | Khalid Choukoud        | 23:29 |
| 10    | Stefano la Rosa        | 23:29 |
| [...] |                        |       |
| 37    | Raymond Gulyaș         | 24:06 |
| 38    | Cristinel Irimia       | 24:07 |
| 53    | Constantin Ifrim       | 24:27 |
| 57    | Cosmin Șuteu           | 24:29 |
| 70    | Samuel Biță            | 25:02 |
| 78    | Claudiu Tudorache      | 26:47 |

| Loc   | Țară | Puncte                    |
| ----- | --- | ------------------------- |
|       | Rusia Evgheni Rîbakov Anatoli Rîbakov Aleksei Aleksandrov Dmitri Nizelski Konstantin Vasiliev                    | 28 4 5 8 11 (12)          |
|       | Italia Daniele Meucci Stefano La Rosa Martin Dematteis Luca Tocco Alessandro Ruffoni Marco Najibe Salami         | 78 3 10 29 36 (63) (76)   |
|       | Polonia Kamil Murzyn Łukasz Parszczyński Artur Kozłowski Hubert Prokop Arkadiusz Gardzielewski Łukasz Skoczyński | 94 20 21 23 30 (43) (52)  |
| 4     | Irlanda Joseph Sweeney Mark Christie Andrew Ledwith Mick Clohisey Mark Hanrahan Mark Kirwan                      | 102 13 19 24 46 (62) (75) |
| 5     | Regatul Unit Andy Vernon Tom Humphries Andrew Baker Tom Russell Rob Bugden Matthew Ashton                        | 105 14 25 26 40 (41) (42) |
| 6     | Țările de Jos Khalid Choukoud Michel Butter Dennis Licht Robert Ton Gerwin van den Hurk                          | 111 9 15 39 48 (59)       |
| [...] | |                           |
| 11    | România · Raymond Gulyaș · Cristinel Irimia · Constantin Ifrim · Cosmin Șuteu · Samuel Biță · Claudiu Tudorache  | 185 37 38 53 57 (70) (78) |

### Tineret feminin
| Loc   | Sportivă           | Timp  |
| ----- | ------------------ | ----- |
|       | Binnaz Uslu        | 18:47 |
|       | Fionnuala Britton  | 18:56 |
|       | Türkan Erismis     | 19:09 |
| 4     | Aine Hoban         | 19:10 |
| 5     | Adelina De Soccio  | 19:16 |
| 6     | Viktoria Trușenko  | 19:19 |
| 7     | Adriënne Herzog    | 19:20 |
| 8     | Laura Kenney       | 19:23 |
| 9     | Katarzyna Kowalska | 19:24 |
| 10    | Anke Van Campen    | 19:34 |
| [...] |                    |       |
| 13    | Paula Todoran      | 19:37 |
| 14    | Cătălina Oprea     | 19:43 |
| 30    | Mihaela Susa       | 20:07 |
| 49    | Irinel Zamfir      | 20:53 |
| 58    | Elena Moagă        | 21:19 |

| Loc | Țară | Puncte                  |
| --- | --- | ----------------------- |
|     | Regatul Unit Aine Hoban Laura Kenney Claire Holme Faye Fullerton Hannah Whitmore Emily Adams                | 56 4 8 19 25 (28) (29)  |
|     | Polonia Katarzyna Kowalska Sylwia Ejdys Marta Wojtkunska Justyna Mudy                                       | 65 9 15 18 23           |
|     | Italia Adelina De Soccio Sara Dossena Giorgia Robaudo Giulia Francario Ombretta Bongiovanni Catia Libertone | 96 5 12 34 45 (51) (56) |
| 4   | Țările de Jos Adriënne Herzog Andrea Deelstra Susan Kuijken Yvonne Hak                                      | 97 7 11 16 63           |
| 5   | Turcia Binnaz Uslu Türkan Erişmiş Dudu Karakaya Mülkiye Yılmaz                                              | 105 1 3 37 64           |
| 6   | România · Paula Todoran · Cătălina Oprea · Mihaela Susa · Irinel Zamfir · Elena Moagă                       | 106 13 14 30 49 (58)    |

### Juniori
| Loc   | Sportiv          | Timp  |
| ----- | ---------------- | ----- |
|       | Andrea Lalli     | 16:53 |
|       | Siarhei Cebiarak | 17:03 |
|       | Ciprian Șuhanea  | 17:06 |
| 4.    | Aleksei Popov    | 17:12 |
| 5.    | Simone Gariboldi | 17:14 |
| 6     | Dmîtro Lașîn     | 17:15 |
| 7     | Alexander Hahn   | 17:15 |
| 8     | Osman Baş        | 17:17 |
| 9     | Mohamed Elbendir | 17:20 |
| 10    | Vitor Reis       | 17:22 |
| [...] |                  |       |
| 36    | Lucian Cheșcheș  | 17:45 |
| 43    | Marius Ghica     | 17:50 |
| 46    | Claudiu Petruș   | 17:50 |
| 67    | Ionuț Betej      | 18:10 |

| Loc   | Țară | Puncte                    |
| ----- | --- | ------------------------- |
|       | Italia Andrea Lalli Simone Gariboldi Antonio Garavello Merihun Crespi Paolo Pedotti Massaoud Vincenzo Stola | 68 1 5 27 35 (78) (79)    |
|       | Spania Mohamed Elbendir Javier García Juan Antonio Pousa Álvaro Lozano Iván Fernández Álvaro Rodríguez      | 74 09 15 21 29 (38) (73)  |
|       | Franța Noureddine Smaïl Mourad Amdouni David Vuste Anthony Gauthier Vincent Chapuis Riad Guerfi             | 74 11 12 20 31 (55) (59)  |
| 4     | Turcia Osman Baş Adem Belir Muğdat Öztürk Ercan Muslu Arif Delen                                            | 83 8 13 17 45 (69)        |
| 5     | Regatul Unit Kevin Deighton Jonathon Pepper Lewis Timmins Rory Fraser Ricky Stevenson Thomas Minshull       | 97 16 23 28 30 (57) (102) |
| 6     | Portugalia Vitor Reis António Silva Bruno Albuquerque Pedro Cirne Tiago Costa Leonel Fernandes              | 109 10 25 32 42 (56) (77) |
| [...] | |                           |
| 8     | România · Ciprian Șuhanea · Lucian Cheșcheș · Marius Ghica · Claudiu Petruș · Ionuț Betej                   | 128 3 36 43 46 (67)       |

### Junioare
| Loc   | Sportivă                  | Timp  |
| ----- | ------------------------- | ----- |
|       | Stephanie Twell           | 12:33 |
|       | Karoline Bjerkeli Grøvdal | 12:36 |
|       | Ancuța Bobocel            | 12:51 |
| 4     | Emily Pidgeon             | 12:59 |
| 5     | Viktoria Ivanova          | 13:08 |
| 6     | Sian Edwards              | 13:12 |
| 7     | Tatiana Șutova            | 13:16 |
| 8     | Marta Romo                | 13:17 |
| 9     | Julia Hiller              | 13:17 |
| 10    | Abby Westley              | 13:19 |
| [...] |                           |       |
| 13    | Andreea David             | 13:28 |
| 27    | Cristiana Frumuz          | 13:45 |
| 40    | Daniela Donisă            | 13:54 |
| 66    | Roxana Bârcă              | 14:14 |

| Loc | Țară | Puncte                    |
| --- | --- | ------------------------- |
|     | Regatul Unit Stephanie Twell Emily Pidgeon Sian Edwards Abby Westley Jessica Coulson Olivia Kenney          | 21 1 4 6 10 (14) (18)     |
|     | Rusia Viktoria Ivanova Tatiana Șutova Ekaterina Gorbunova Alfia Hasanova Ekaterina Sagdieva                 | 76 5 7 11 53 (79)         |
|     | România · Ancuța Bobocel · Andreea David · Cristiana Frumuz · Daniela Donisă · Roxana Bârcă                 | 83 3 13 27 40 (66)        |
| 4   | Spania Marta Romo Maria Sánchez Cristina Jordan Ainhoa Sanz Judith Llavero Andrea Garcia                    | 98 8 15 17 58 (67) (71)   |
| 5   | Germania Julia Hiller Carolin Ähling Mira Glocker Cornelia Schwennen Katharina Heinig Anke Gäbler           | 102 9 29 31 33 (35) (59)  |
| 6   | Franța Julie Collignon Clémence Calvin Pauline Saintignon Yasmina Elkasmi Anne Lise Jacquin Pauline Sabrier | 132 28 29 34 41 (73) (74) |

## Clasament pe medalii
| Loc   | Țară         | Aur | Argint | Bronz | Total |
| ----- | ------------ | --- | ------ | ----- | ----- |
| 1     | Regatul Unit | 4   | 1      | 0     | 5     |
| 2     | Italia       | 2   | 1      | 2     | 5     |
| 3     | Rusia        | 1   | 2      | 0     | 3     |
| 4     | Franța       | 1   | 0      | 2     | 3     |
| 5     | Portugalia   | 1   | 0      | 1     | 2     |
| 5     | Turcia       | 1   | 0      | 1     | 2     |
| 7     | Ucraina      | 1   | 0      | 0     | 1     |
| 7     | Ungaria      | 1   | 0      | 0     | 1     |
| 9     | Spania       | 0   | 3      | 0     | 3     |
| 10    | Polonia      | 0   | 1      | 1     | 2     |
| 10    | Serbia       | 0   | 1      | 1     | 2     |
| 12    | Belarus      | 0   | 1      | 0     | 1     |
| 12    | Irlanda      | 0   | 1      | 0     | 1     |
| 12    | Norvegia     | 0   | 1      | 0     | 1     |
| 15    | România      | 0   | 0      | 3     | 3     |
| 16    | Suedia       | 0   | 0      | 1     | 1     |
| Total | Total        | 12  | 12     | 12    | 36    |